# MondoCon (Magyarország)
A MondoCon 2005 óta negyedévente, minden évszakban megrendezésre kerülő anime, manga és játék tematikájú rajongói találkozó.

## Történelme
A rajongói találkozót 2005-ben hozták létre, eleinte AnimeCon néven, azonban 2009 óta már MondoConra lett változtatva a neve. Kezdetben a Petőfi Csarnokban került megrendezésre, azonban 2009 óta a Hungexpo Budapest Kongresszusi és Kiállítási Központban kerül megrendezésre.
A 2020–2021-es Covid19-pandémia magyarországi megjelenése miatt a 2020. április 11. és április 12. közötti tavaszi MondoCon megrendezése elmaradt.

## Kultúra, események
A MondoConon a 2010-es években megjelentek a „Free hug” (ingyen ölelés) táblával mászkáló emberek, akiket szabadon meg lehet ölelni, ha megengedik.